# Владимир Конашевич
Владимир Михайлович Конашевич е руски художник – график и живописец, доктор по изкуствознание, особено известен с илюстрациите си на детска литература.

## Биография
Роден е в Новочеркаск в семейството на банков служител. Скоро след раждането му семейството се мести в Москва. През 1908 – 13 година Конашевич учи в Московското училище по изобразително изкуство, скулптура и архитектура. Между 1921 – 30 и 1944 – 48 година преподава в Ленинградската художествена академия. Заслужил деятел на изкуствата на РСФСР от 1945 година. За неговите илюстрации, натюрморти и пейзажи е характерна декоративната изразителност и калиграфски точния рисунък.
Конашевич илюстрира „Стихотворения“ на Афанасий Фет (1922), „Манон Леско“ на Антоан-Франсоа Прево (1932), „Приказки“ на Корней Чуковски (1935), „Стихове за деца“ на Самуил Маршак (1950), „Избрани произведения“ на Антон Чехов, „Стихотворения“ на Хайнрих Хайне, „Градове и години“ на Константин Федин, „Повест“ на Борис Пастернак, творби на Шарл Перо, Братя Грим, Михаил Зошченко. Книгата му „О себе и своем деле. Воспоминания. Статьи. Письма“ е публикувана в Москва посмъртно през 1968 година.
В България Владимир Конашевич е по-известен с илюстрациите на книгите „Плува, плува корабче“ на Самуил Маршак (1959, превод: Христо Радевски), „От едно до десет. Весела сметка“ на Самуил Маршак (1964, превод: Христо Радевски), „Приказки“ на Александър Пушкин (1971, превод на Младен Исаев).